# Ablade Kumah
Samuel Ablade Kumah (ur. 26 czerwca 1970) – ghański piłkarz występujący na pozycji pomocnika.

## Kariera klubowa
Kumah karierę rozpoczynał w 1987 roku w zespole Accra Hearts of Oak SC. W 1990 roku zdobył z nim mistrzostwo Ghany, a w 1994 roku Puchar Ghany. W 1995 roku wyjechał do Arabii Saudyjskiej, by grać w tamtejszym Asz-Szabab Rijad. W 1996 roku zdobył z nim Puchar Arabii Saudyjskiej. W 1997 roku przeniósł się do Ittihad FC, z którego odszedł w 1998. Następnie występował w drużynie Nadi asz-Szab, której graczem pozostał do 1999.

## Kariera reprezentacyjna
W reprezentacji Ghany Kumah zadebiutował w 1992 roku. W tym samym roku wraz z kadrą zdobył brązowy medal letnich igrzysk olimpijskich. W 1996 roku został powołany do kadry na Puchar Narodów Afryki. Zagrał na nim w meczach z Mozambikiem (2:0), RPA (0:3) oraz Zambią (0:1), a Ghana zakończyła tamten turniej na 3. miejscu.
W 1998 roku Kumah ponownie wziął udział w Pucharze Narodów Afryki. Tym razem wystąpił na nim w jednym pojedynku, przegranym 0:1 z Demokratyczną Republiką Konga. Z tamtego turnieju Ghana odpadła po fazie grupowej.
W latach 1992–1998 w drużynie narodowej rozegrał łącznie 13 spotkań i zdobył 1 bramkę.